# Gmsh
Gmsh és un generador de malla d'elements finits desenvolupat per Christophe Geuzaine i Jean-François Remacle. Publicat sota la Llicència Pública General de GNU, Gmsh és programari lliure.
Gmsh conté 4 mòduls: per a la descripció de la geometria, el mallat, la resolució i el postprocessament. Gmsh admet l'entrada paramètrica i té mecanismes de visualització avançats. Des de la versió 3.0, Gmsh admet característiques completes de geometria sòlida constructiva, basades en la tecnologia Open Cascade.
Una versió modificada de Gmsh està integrada amb SwiftComp, un programari de modelatge multiescala de propòsit general. La versió modificada, anomenada Gmsh4SC, es compila i es desplega al Composites Design and Manufacturing HUB (cdmHUB).
El disseny de malla i els bancs de treball FEM de FreeCAD admeten Gmsh per fer malla dins del programa.